# Жмурки (фильм)
«Жму́рки» — российский комедийный криминальный боевик, вышедший в 2005 году. Девятый полнометражный фильм режиссёра Алексея Балабанова. Главные роли исполнили Алексей Панин, Дмитрий Дюжев и Никита Михалков. Слоган фильма: «Для тех, кто выжил в 90-е».
Съёмки фильма начались в октябре 2004 года, а премьера состоялась 24 мая 2005 года.
В марте–апреле 2022 года фильм был выпущен в повторный прокат в России.

## Сюжет
2005 год, преподаватель университета читает лекцию о первоначальном накоплении капитала и в качестве примера вспоминает, как это было в России 10 лет назад.
Середина 1990-х годов, Нижний Новгород. Патологоанатом, бандит по прозвищу Палач, готовится к пытке очередной жертвы. Врываются трое в масках с пистолетами, которыми убивают заложника Палача и ранят его самого. Палач успевает подстрелить одного из нападавших. Палач узнаёт главаря, назвав его «Легавым». Тот задаёт Палачу вопрос, на который Палач отказывается отвечать. «Легавый» расстреливает и его, и своего последнего сообщника, после чего забирает из кармана Палача записку.
В это же время на стадионе не очень удачливые бандиты Корон, Бала и Баклажан (которого из-за цвета кожи сообщники постоянно подкалывают расистскими шутками или просто называют «Эфиопом», что ему очень не нравится), которым вынужденно пришлось «залечь на дно» из-за горы трупов на своём последнем «деле» месяц назад, сидят и думают, где бы им подзаработать. Как раз Корону звонит «Легавый» и предлагает встречу в зоопарке.
На следующий день два молодых бандита — Сергей и Семён (Саймон), которые работают на авторитета Сергея Михайловича (Михалыча), отправляются на очередное задание от хозяина. Михалыч контролирует наркоторговлю в городе и является главным городским «авторитетом». Саймон и Сергей очень разные, но это помогает им в их работе. Сергей ниже ростом и слабее физически, зато он обладает некоторым умом, а потому отвечает за выполнение заданий и проводит все необходимые переговоры; он прост в общении, непритязателен, любит всё русское, демонстрирует религиозность. Он никогда не расстаётся с кожаной папкой, о содержимом которой толком не говорит, но инстинктивно прижимает её к себе в случае опасности. Саймон — выше ростом, сильнее, он отвечает за применение грубой силы и оружия: в рукавах плаща у него скрыты пистолеты, с помощью которых он умеет стрелять неожиданно для окружающих. Внешне он кажется глупым, хотя это показное: в некоторых ситуациях Саймон соображает лучше Сергея: учит английский язык по комиксам, интересуется западной рок-музыкой и вообще демонстрирует любовь ко всему заграничному. В телефонной книжке у него собраны контакты людей, которых можно быстро позвать на помощь, если это нужно.
Желая «крышевать» заезжего химика (Доктора), изготовляющего в своей лаборатории наркотики, Михалыч посылает Саймона и Сергея разобраться. Доктор грубит им, говоря, что ему не нужна «крыша», и к нему на подмогу выходят из другой комнаты братки с пистолетами, работающие на него. Саймон убивает их выстрелом с двух рук. Пока Саймон и Сергей разыгрывают сцену с обсуждением дальнейших планов насчёт Доктора, он неожиданно сам стреляет из спрятанного под столом пистолета. Саймон машинально убивает Доктора, чем спасает себя и Сергея, но задание провалено, так как Доктор убит. Братки собирают свежие наркотики в коробку из-под обуви. Возле дома убитого Доктора их поджидает нелепого вида бандит, который пытается отобрать у них наркотики, угрожая пистолетом. Саймон убивает его метким выстрелом. Разгневанный Михалыч забирает наркотики и прогоняет парней с глаз долой. Не раз получавшие нагоняй, Саймон и Сергей отправляются в бильярдную, надеясь, что Михалыч их простит.
Михалыч узнаёт об убийстве Палача, даёт распоряжение охраннику позвать «своего» милиционера, старшего лейтенанта Степана Воронова, известного как Легавый, чтобы тот нашёл убийцу (Михалыч пока не знает, что Легавый и есть убийца), а Сергею и Саймону даёт последний шанс исправиться — поехать к адвокату Борщанскому и обменять чемодан денег на чемодан с пятью килограммами героина. По дороге к адвокату они заезжают в McDonald’s, где встречают своего старого знакомого, тоже бандита — Кабана, который говорит, что работать на Михалыча не перспективно, а в столице уже не стреляют, и советует им задуматься над переездом в Москву, обещая помочь по старой дружбе.
Саймон и Сергей не знают, что Воронов уже навёл на порученное им дело банду авторитета Корона, а на него в свою очередь — его давнего недруга, криминального авторитета Мозга со своей бандой. Цель комбинации — не делиться с Короном и устранить его банду, которая все порученные им дела решает грязно, с трупами. Корон, Бала и Баклажан отбирают у Саймона и Сергея чемодан сразу на выходе из офиса Борщанского, но он оказывается с героином, хотя бандиты нацеливались на деньги.
Михалыч уже знал об ограблении, когда Саймон и Сергей приехали сообщить ему об этом, и не стал их сильно ругать, а только сделал выговор за непредусмотрительность, так как он понял, от кого ушла информация. Он приказывает Саймону и Сергею найти Воронова и, узнав информацию о грабителях, убить его. Они едут на квартиру к Воронову, которого, оглушив, связывают и затем, когда милиционер приходит в себя, начинают жёстко допрашивать. Степан вначале пытается сказать, что ничего не знает, тогда Саймон бьёт его ножом в грудь и Воронов, истекая кровью, сознаётся, что узнал о том, что адвокат платит Михалычу и решил срубить лёгких денег. Он выдаёт адрес квартиры Корона, где находится героин. Выслушав информацию, Саймон убивает Степана. Вместе с Сергеем они приходят к выводу, что именно он убил Палача.
Они едут на квартиру Корона, но находят там только Баклажана, которого связывают. Корон в это время отправился к Воронову, чтобы сообщить ему о взятии героина вместо денег, не зная, что тот уже убит, а Бала ушёл за сигаретами, готовясь сбежать с сообщниками из города. Сергей ищет героин, но находит в шкафу сумку с оружием и тремя масками-балаклавами, которая доказывает, что они пришли по адресу. Вскоре в квартиру заходит Мозг с подручными. Саймон и Сергей убивают всех, кроме Мозга, которого они тоже связывают. Затем приходит сосед, который в грубой форме требует сделать музыку потише. Саймон заставляет его залезть в шкаф, после чего убивает, прострелив через дверь. Тем временем Мозг начинает совершенно неуместно угрожать и грязно ругаться. Сергею это надоедает и он убивает Мозга выстрелом в висок, испачкав сидевшего рядом Баклажана кровью и мозгами. После убийства Мозга в квартиру приходят Корон и Бала, которые делают вид, что они якобы ошиблись квартирой. Однако Саймон и Сергей выводят их на чистую воду. Корон быстро сдаёт героин, и Сергей предлагает, а по сути принуждает их сыграть в «жмурки» (то же самое, что и «русская рулетка»). В ходе "тренировки" данной игры, Сергей ранит Баклажана в ногу. Сергей и Саймон поочерёдно проводят бандитов на кухню. Корон, не скрывая своего страха, погибает. Затем приведённый Саймоном Бала сначала храбрится и спрашивает Сергея: готов ли он вступить в игру (то есть совершить выстрел в себя) или струсит? Сергей соглашается, но во время игры прикрывается папкой, которую всегда носит с собой. Револьвер не стреляет. После этого, трясущийся от страха, Бала тоже погибает.
Тем временем раненный Баклажан, освободившись от пут, берёт случайно оставленный Сергеем пистолет и ранит его выстрелом в живот, но погибает от руки Саймона. Саймон находит телефон неформала-панка Лёшика — студента медицинского института. Тот, просмотрев синельниковский Атлас анатомии человека и приняв наркотики, вынимает из Сергея пулю. В это время Саймон находит забытую папку Сергея, в которой оказывается толстая стальная пластина. Он возвращает папку Сергею и говорит, что лучше всего им покинуть квартиру — вдруг ещё кто явится, а патронов уже немного. Решив, что их приятель Кабан был прав, и работать с Михалычем неперспективно, Сергей и Саймон сбегают в Москву, забрав героин, так как на первое время им нужны деньги.
2005 год. Сергей стал депутатом Государственной думы, а Саймон — его помощником. Вместе они владеют бизнесом по торговле ценными бумагами. Секретарём у них работает Катя — официантка из бара, в который они часто заезжали. Михалыч работает у них на проходной вахтёром, а его выросший сын Владик работает «мальчиком на побегушках». Сергей делится соображением, что Кабан обманул их 10 лет назад при покупке наркотиков, но Саймон возражает ему — Кабана убивать не надо, с чем Сергей соглашается, а Саймон высказывает свою точку зрения, что жить в нынешней России, по сравнению с 1990-ми, стало труднее.

## В ролях
| Актёр              | Роль                                                                                    |
| ------------------ | --------------------------------------------------------------------------------------- |
| Алексей Панин      | бандит Серёга в конце фильма — депутат                                                  |
| Дмитрий Дюжев      | бандит Саймон в конце фильма — помощник депутата                                        |
| Никита Михалков    | криминальный авторитет Сергей Михайлович (Михалыч) в конце фильма — вахтёр на проходной |
| Сергей Маковецкий  | бандит Корон                                                                            |
| Анатолий Журавлёв  | бандит Бала                                                                             |
| Григорий Сиятвинда | бандит Баклажан                                                                         |
| Виктор Сухоруков   | старший лейтенант милиции Степан Воронов (Легавый)                                      |
| Алексей Серебряков | химик-наркодилер Доктор                                                                 |
| Гарик Сукачёв      | криминальный авторитет Мозг                                                             |
| Андрей Панин       | Архитектор                                                                              |
| Кирилл Пирогов     | бандит Палач                                                                            |
| Юрий Степанов      | бандит Кабан                                                                            |
| Рената Литвинова   | официантка Катя в конце фильма — секретарша депутата                                    |
| Жанна Болотова     | преподавательница университета                                                          |
| Дмитрий Певцов     | адвокат Виктор Петрович Борщанский                                                      |
| Татьяна Догилева   | секретарша адвоката Борщанского Галя                                                    |
| Андрей Краско      | сосед, раздражённый громкой музыкой                                                     |
| Александр Баширов  | заложник Палача                                                                         |
| Андрей Мерзликин   | охранник Михалыча                                                                       |
| Виктор Бычков      | посетитель зоопарка, вместе с сыном наблюдающий за крокодилом                           |
| Сергей Глазунов    | студент-медик Лёшик                                                                     |
| Влад Толочко       | Владик                                                                                  |
| Евгений Косырев    | взрослый Владик                                                                         |
| Александр Гербер   | сообщник Мозга                                                                          |

### Роли озвучивали
| Актёр         | Роль                              |
| ------------- | --------------------------------- |
| Юрий Гальцев  | Сергей (роль Алексея Панина)      |
| Алексей Панин | Лёшик (роль Сергея Глазунова)     |
| Максим Уханов | сообщник Мозга (Александр Гербер) |

## Съёмочная группа
- Авторы сценария: Алексей Балабанов, Стас Мохначёв
- Режиссёр-постановщик: Алексей Балабанов
- Продюсер: Сергей Сельянов
- Оператор-постановщик: Евгений Привин
- Художник-постановщик: Павел Пархоменко
- Звукорежиссёр: Михаил Николаев
- Монтаж: Татьяна Кузьмичёва
- Художник по костюмам: Татьяна Патрахальцева
- Художник по гриму: Наталья Крымская
- Оригинальная музыка: Вячеслав Бутусов и «Ю-Питер»
- Оператор: Заур Болотаев
- Ассистент оператора: Григорий Володин
- Постановщик трюков: Олег Корытин
- Финансовый директор: Максим Уханов
- Исполнительный продюсер: Сергей Долгошеин

## Создание
Продюсер Сергей Сельянов в документальном фильме Юрия Дудя «Балабанов — гениальный русский режиссёр» рассказал, что именно он пришёл со сценарием Стаса Мохначёва к Балабанову. До этого Балабанов снимал фильмы по своим сценариям. Балабанов согласился снять фильм и решил поставить на роли известных актёров.
Съёмки проходили в Нижнем Новгороде. В частности, в фильме показан дом И. П. Тет.

## Компьютерная игра
В декабре 2005 года была выпущена одноимённая игра от студии Gaijin Entertainment.

## Саундтрек
| Исполнитель              | Песня                  |
| ------------------------ | ---------------------- |
| Вячеслав Бутусов         | Тема дороги            |
| «Агата Кристи»           | Истерика               |
| Ирина Салтыкова          | Серые глаза            |
| «Ногу свело!»            | Хару Мамбуру           |
| Владимир Высоцкий        | Банька по-белому       |
| Electric Light Orchestra | Look At Me Now         |
| Stray Cats               | Ubangi Stomp           |
| Sparks                   | Reinforcements         |
| русская народная         | Ах, зачем эта ночь     |
| русская народная         | Как за Доном, за рекой |
| «Ю-Питер»                | Тема дороги            |
| Жанна Агузарова          | Чудесная страна        |

## Фестивали и награды
- 2006 — «MTV Россия»

Победитель:
1. Лучшая комедийная роль (Дмитрий Дюжев)

Номинации:
1. Лучшая комедийная роль (Никита Михалков)
2. Лучшая экранная команда

- 2005 — «Кинотавр»

Победитель:
1. Специальное упоминание (Дмитрий Дюжев)[8]

Номинации:
1. Главный приз

## Возможное продолжение
В июле 2022 года Барецкий объявил о том, что он и его команда Союза профессиональных ритуальных агентов задумали после фильма Брат 3 новый проект под названием «Жмурки-2», чьи съёмки они уже начали. В интервью Общественная служба новостей шоумен заявил, что они пригласят самого Алексея Панина, чтобы он вновь исполнил главную роль Серёги, если, конечно, не передумает в последний момент и не покинет съёмки. В августе того же года Барецкий заявил, что фильм «Жмурки-2» будет не только продолжением фильма «Жмурки», но и одновременно с этим продолжением его ещё не вышедшего фильма «Брат 3».
В марте 2023 года Барецкий раскрыл детали сюжета, что история будет о том, как в 90-е человек открыл на кладбище кафе. А потом оно превратилось в сауну с девушками лёгкого поведения и качалку. В ноябре 2023 года шоумен Стас Барецкий сообщил в интервью news.ru, что он всё ещё планирует снять фильм «Жмурки-2». Однако все секреты о фильме он не стал раскрывать, чтобы не повторять ошибку с тем, когда он объявил о том, что хочет снять своего «Брата 3», после чего многие стали опять ругаться и опять никакого уголовного дела на него завели.